# TOMORROW STAY FREE
『TOMORROW STAY FREE』（トゥモロー・ステイ・フリー）は法城慎一郎のアルバム。

## 概要
シングル収録曲を除く全曲をプロデューサーの月光恵亮と共同で制作した。

## 批評
CDジャーナルは「最初にCDを聴いて感じた印象が、ちょっとソフトな声を持つ尾崎豊だった。決して大上段に構えたメッセージ・ソングではないが、言葉の一つ一つを大切に刻みながら、彼は粗削りなロック・サウンドにノセて想いを叫んでくる。未知数ながらも今後が楽しみだ。」と評した。

## 収録曲
全曲　作詞：法城慎一郎　作曲：法城慎一郎、月光恵亮　編曲：Johnnie Fingers（特記以外）
1. FREE TRAIN
2. CRASH YOUR GLASS
3. HEART
4. 君の願いなら
作曲：法城慎一郎
1枚目のシングルのカップリング
5. STILL
6. CRAZY DOLL・LAZY DOG
7. COOL DOWN
8. 消えないメロディー
9. OH MY LADY!
作曲：法城慎一郎
後にリカットされた2枚目のシングルの表題曲
10. STAY FREE
作曲：法城慎一郎
1枚目のシングルの表題曲
11. STRAWBERRY GIRL
12. 君のいる街

## レコーディング参加
- Johnnie Fingers - ギター、キーボード
- 弥吉淳二（stereo criminals） - ギター
- 坂井紀雄 - ベース
- 渡嘉敷祐一 - ドラム
- 平田文人 - ピアノ
- 石川寛門 - コーラス
- 小野寺昭敏 - コーラス